# Mercado de Nuestra Señora de África
El Mercado de Nuestra Señora de África es el mercado municipal de Santa Cruz de Tenerife (Canarias, España), popularmente conocido como La Recova, de estilo arquitectónico neocolonial inaugurado a principios de 1944.

## Localización
Está ubicaco en la Avenida de San Sebastián, 51, de la ciudad de Santa Cruz de Tenerife.

## Historia
La Recova, fue mandada a construir por el capitán general de Canarias, jefe de la jefatura del Mando Económico, el General Ricardo Serrador Santés.
Para dicho proyecto se contrató al arquitecto José Enrique Marrero Regalado, con el que se buscaba darle una nueva imagen a la ciudad. Paralelo a dicho proyecto el arquitecto José Blasco Robles construyó el puente Serrador (en honor a Ricardo Serrador Santés) que cruza el barranco de Santos (el puente conecta la Calle Castillo con el mercado).
El día 4 de enero de 1944 se inauguró el Mercado de Nuestra Señora de África. En el acto inaugural el capitán general Sr. Francisco García-Escámez cortó la cinta simbólica, inaugurando el puente, y el obispo de la diócesis procedido a su bendición.

## Características
El diseño estético del mercado presenta un aire colonial neoclásico con un moderno sentido arquitectónico y urbanístico, con tres grandes patios de grandes proporciones, uno central, que se asemeja a una plaza de estilo español clásico, y dos laterales, (patio poniente y patio naciente) y una planta baja.[cita requerida]
El arco, el patio central y la torre de estilo mudéjar constituyen los principales recursos proyectuales del conjunto, que fue concebido en función del concepto de fortaleza, puesto de moda por el estilo californiano de "misiones".

## Otros datos
- El mercado toma el nombre de la Virgen de África (Patrona de Ceuta), de hecho se conserva dentro de este mercado una diminuta talla de la Virgen de África, que se encuentra a la entrada del mercado y justo enfrente hay otra imagen pequeña, pero esta es de la Virgen de Candelaria (Patrona de Canarias). Además se da la circunstancia de que el arquitecto que diseñó este mercado fue precisamente quién construyó también la Basílica de la Virgen de Candelaria.[cita requerida]

- En 2019, el diario británico The Guardian sitúa al Mercado de Nuestra Señora de África entre los diez mejores del mundo, junto al mercado de Fez en Marruecos, el mercado Mahane Yehuda en Jerusalén, el mercado de alimentos Lau Pa Sat en Singapur, el mercado de libros de College Street en Calcuta (India), el mercado nocturno de invierno en Melbourne (Australia), el mercado Pike Place en Seattle (Estados Unidos), y el mercado turco de Berlín.[6]

## Galería de imágenes

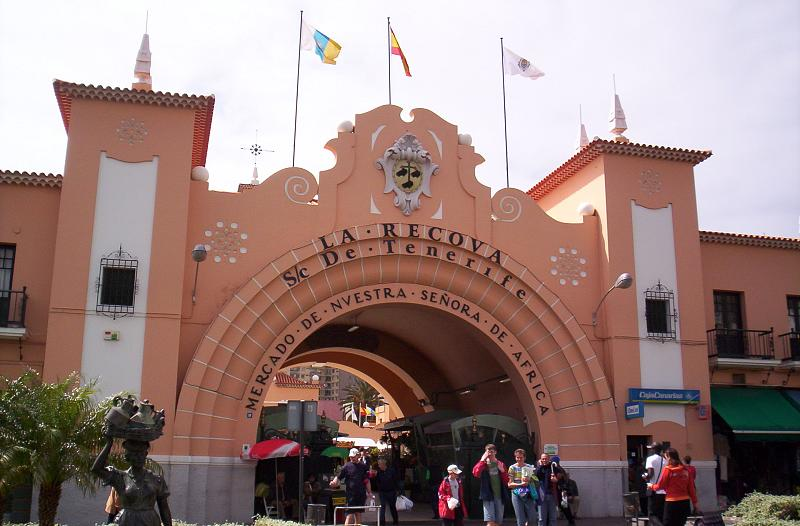
Entrada al mercado.
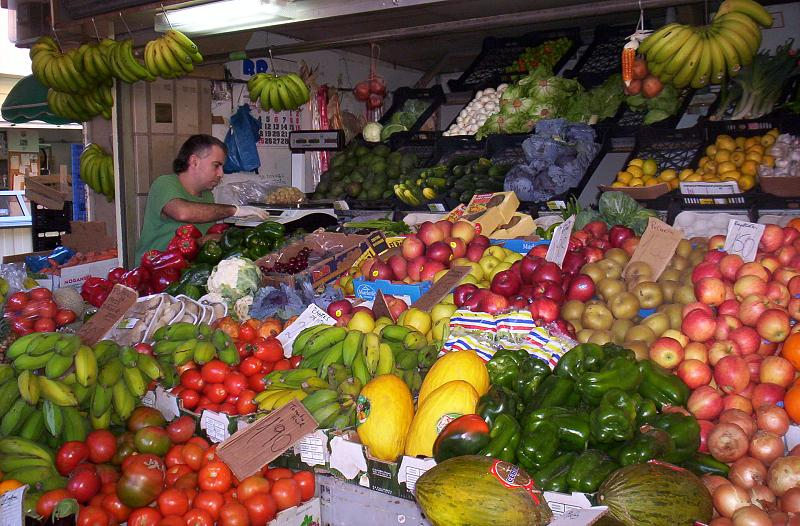
Puesto de frutas en el mercado.
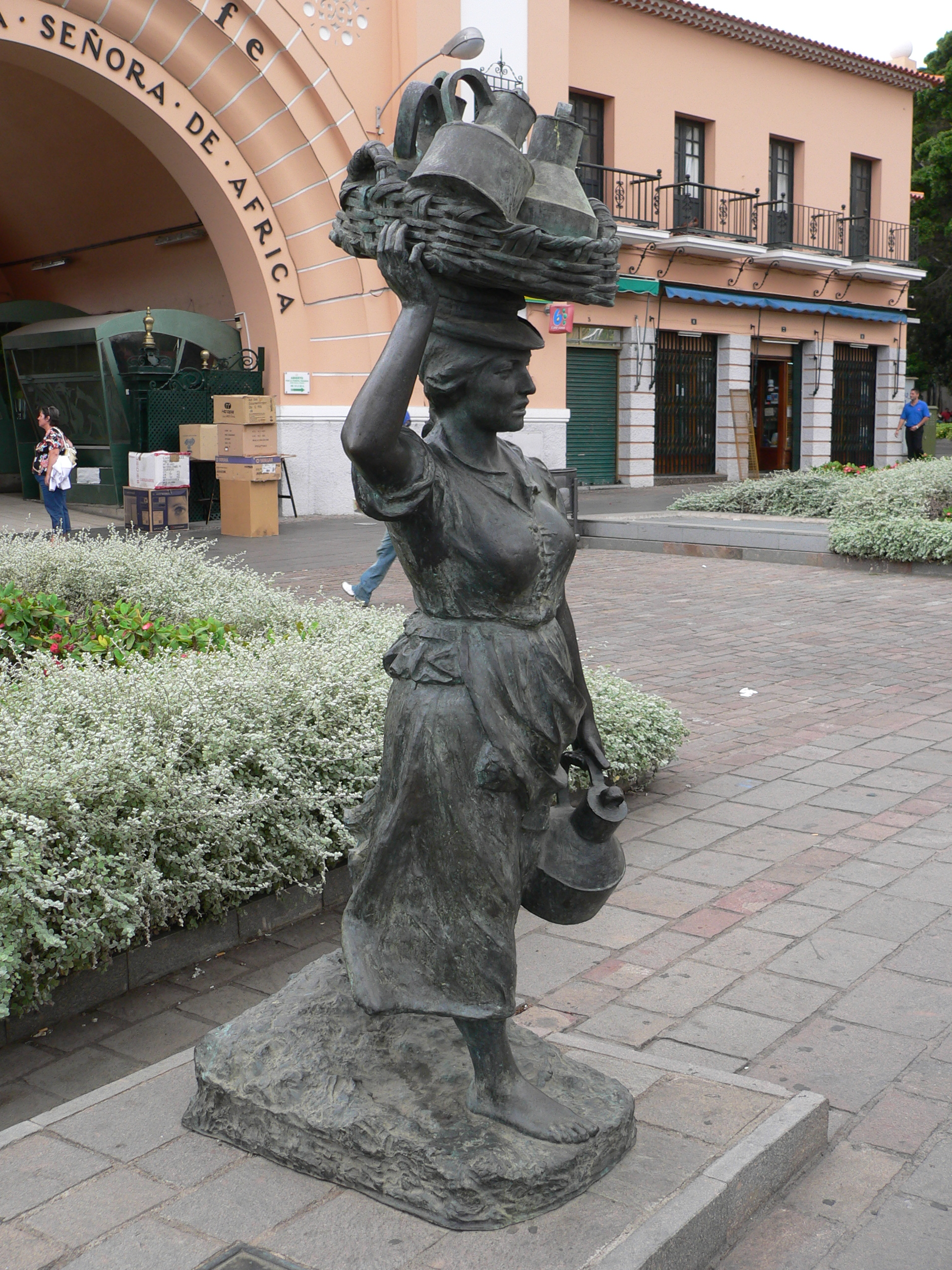
Estatua de "La Lechera" situada frente a la puerta principal del mercado.
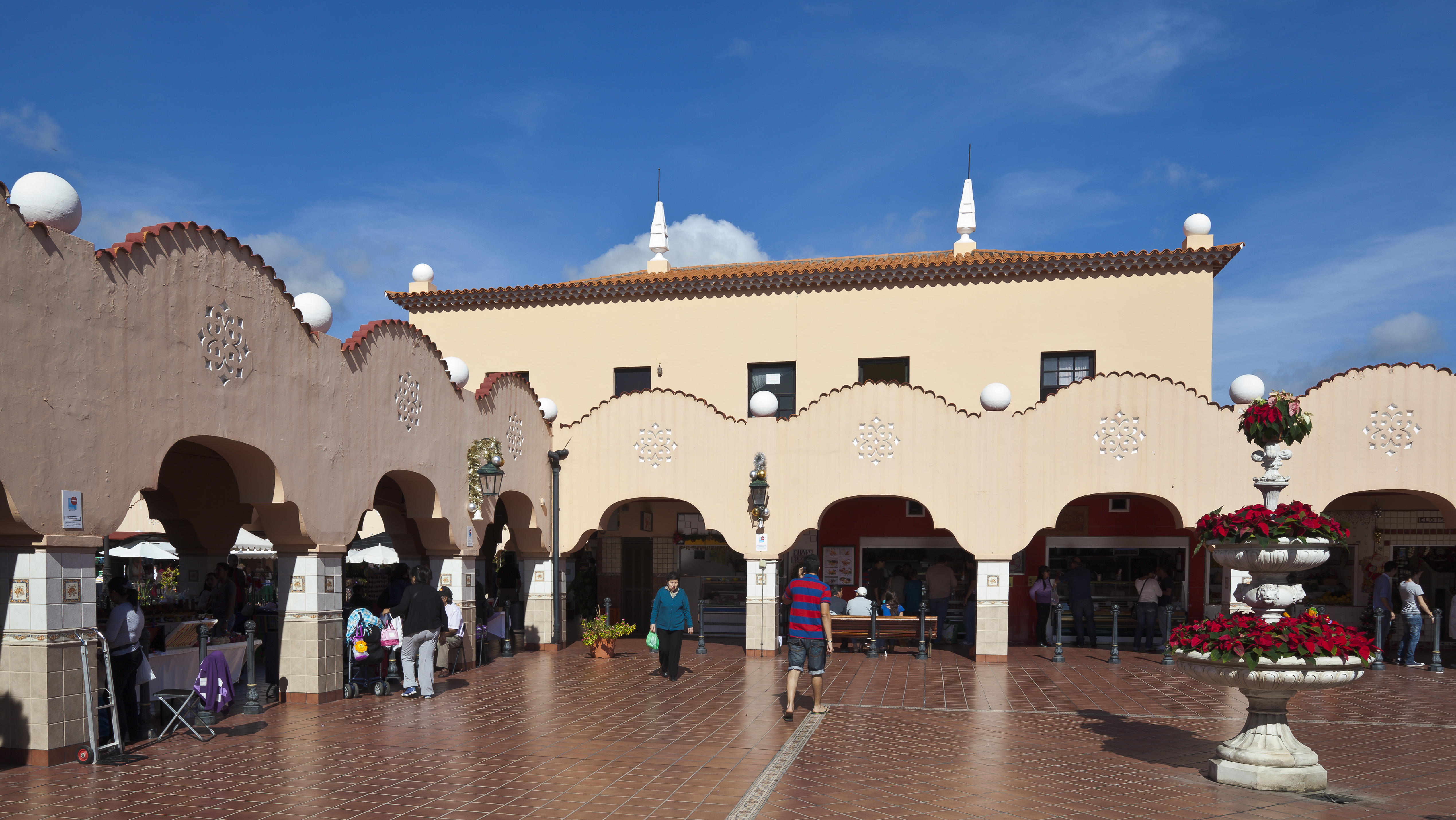
Patio interior del mercado.
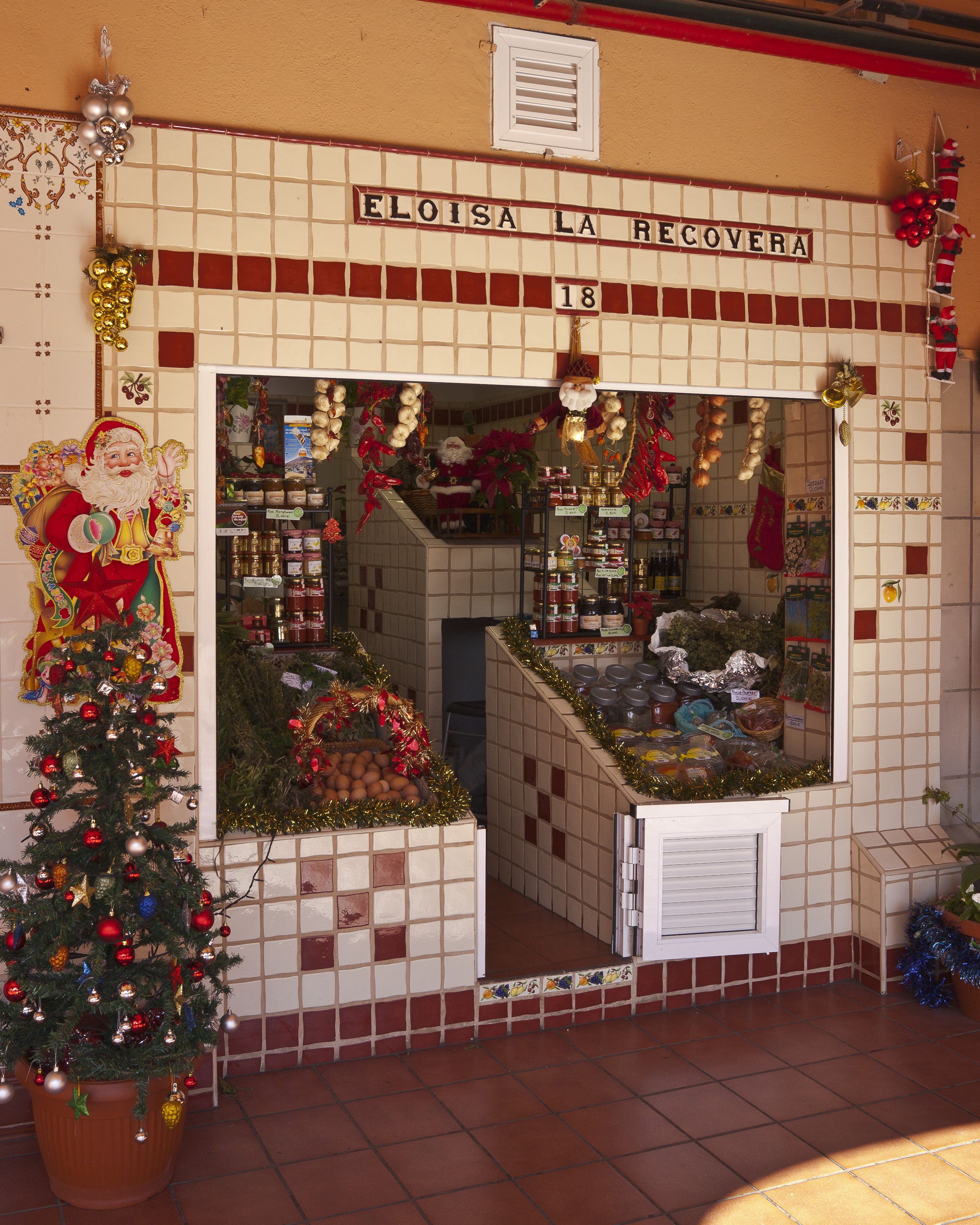
Puesto de venta de conservas.
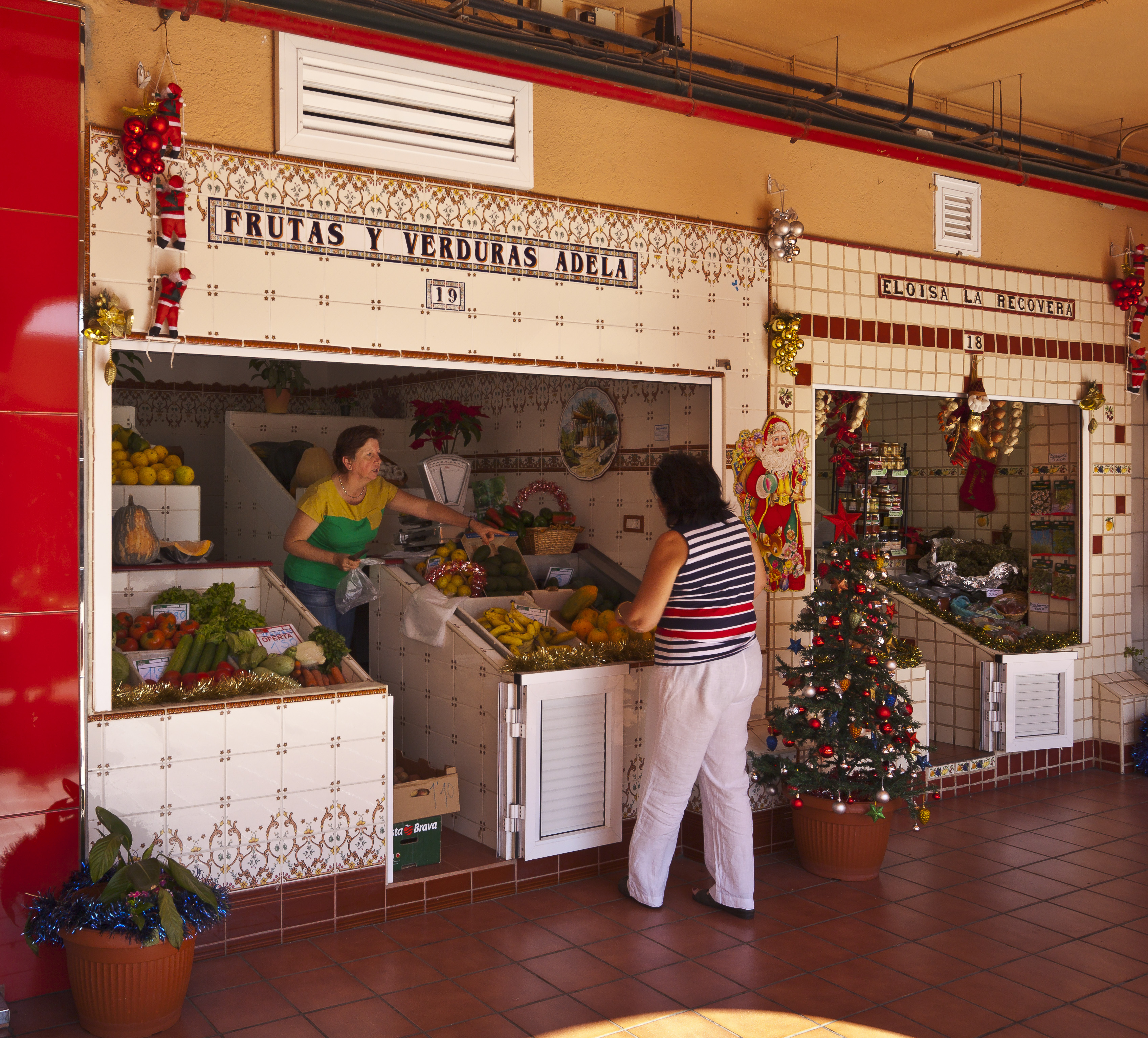
Puesto de venta de frutas y verduras.
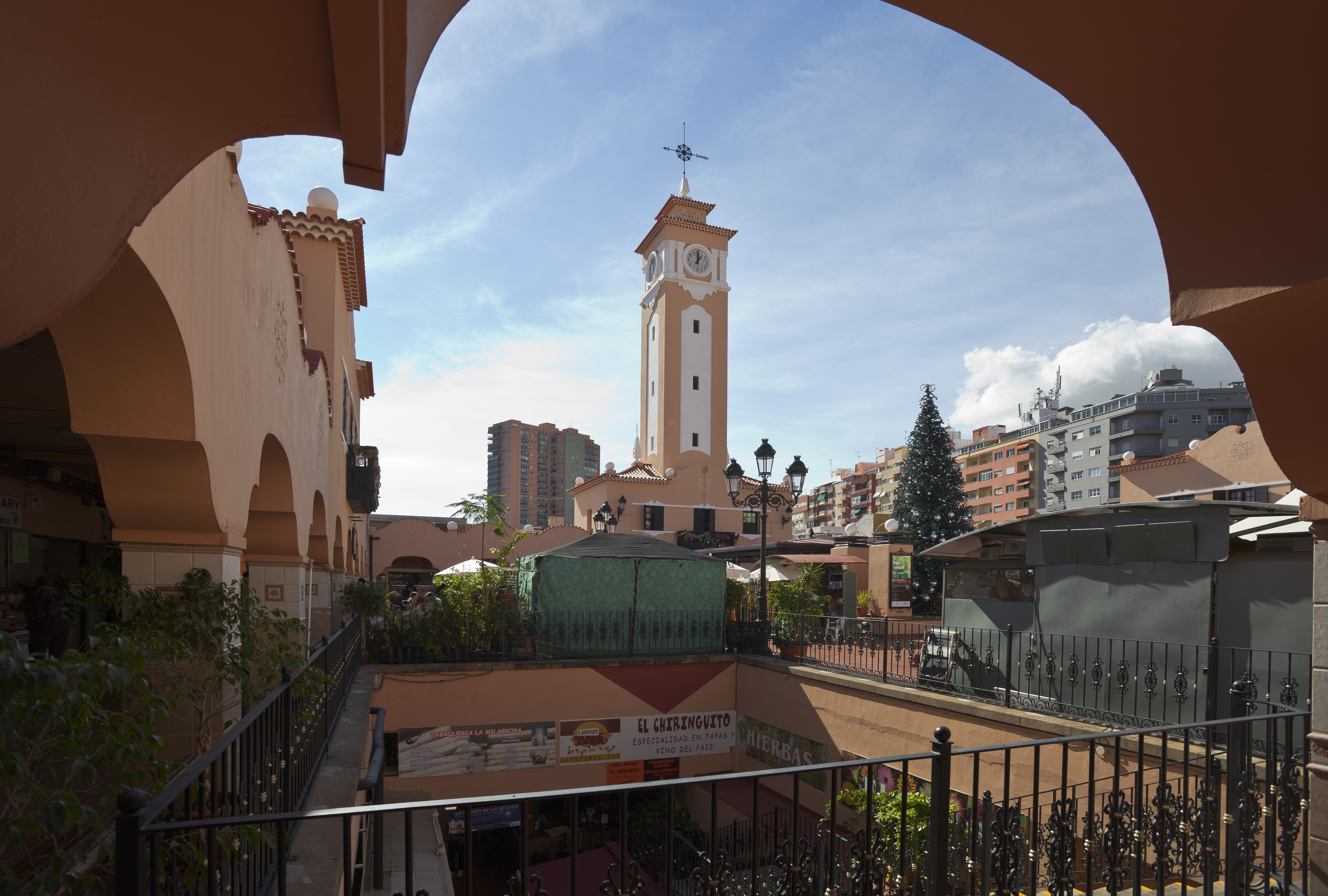
Vista de la torre desde el interior del mercado.
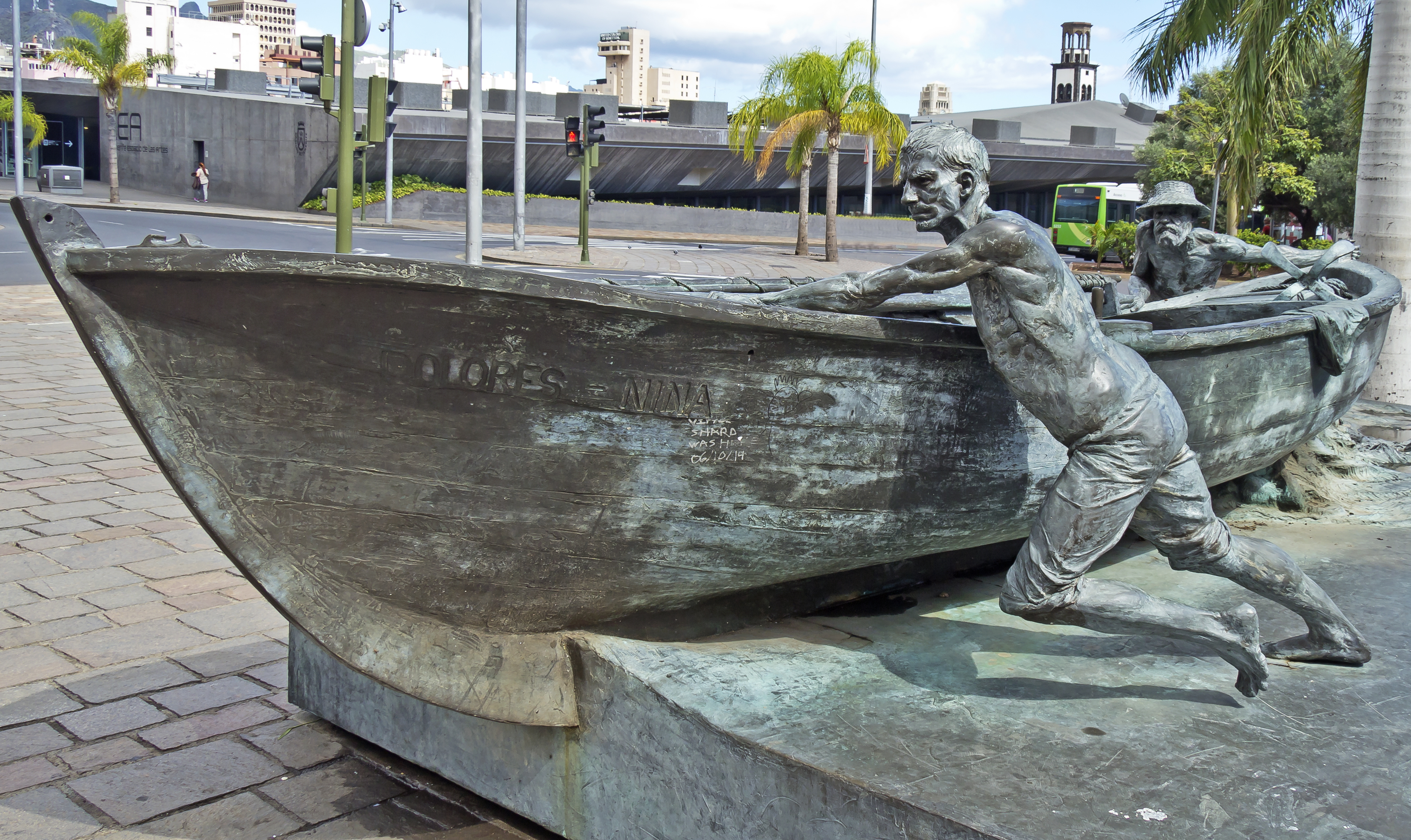
Escultura denominada Homenaje al chicharrero. La escultura, obra del tinerfeño Javier Murcia Trujillo, representa el esfuerzo de dos pescadores que arrastran su barca.

## Premios y reconocimientos
- 2018 Medalla de Oro de la ciudad de Santa Cruz de Tenerife, en coincidencia con la celebración de su septuagésimo quinto aniversario.[3]
- 2024 Premio del Ministerio de Economía en la campaña “Ven a tu mercado” por ser el mercado municipal con los seguidores más activos en la red social Instagram.[7]